# Baryssinus mimus
Baryssinus mimus là một loài bọ cánh cứng trong họ Cerambycidae.